# Дутка, Рафаль
Рафаль Дутка (пол. Rafał DutkaRafał Dutka; род. 14 августа 1985, Новы Тарг, Польша) — польский хоккеист, защитник. Сейчас выступает за «Краковия» (Краков) в Польской Экстралиге. 
Воспитанник хоккейной школы ММКС (Новы Тарг). Выступал за «Подхале» (Новы Тарг), КХ Сянок.
В составе национальной сборной Польши провел 33 матча (3 гола); участник чемпионатов мира 2010 (дивизион I) и 2011 (дивизион I). В составе молодёжной сборной Польши участник чемпионата мира 2004 (дивизион II). В составе юниорской сборной Польши участник чемпионата мира 2003 (дивизион I).
Чемпион Польши (2007, 2010). Обладатель Кубка Польши (2005).

## Ссылка
- Профиль на Eliteprospects  (англ.)(англ.)